# Міхаель Енде
Міхаель Андреас Гельмут Енде (нім. Michael Andreas Helmuth Ende; нар. 12 листопада 1929, Гарміш-Партенкірхен — пом. 28 серпня 1995, Фільдерштадт-Бонланден) — німецький письменник, автор низки творів для дітей, з яких найбільш відомі романи «Нескінченна історія» та «Джим Ґудзик і машиніст Лукас».
Сьогодні твори Енде перекладені більш ніж 40 мовами й вийшли загальним тиражем понад 20 мільйонів примірників. За мотивами «Нескінченної історії» зняті однойменні фільми. За мотивами казки «Чарівний напій» («Диявольсконгеніакогольний коктейль») знято анімаційний серіал «Вуншпунш» (2000). Серед творів Енде також кілька п'єс, романів і повістей. Однак найбільшим успіх мали саме фентезійні та дитячі твори.

## Біографія

### Дитячі та юнацькі роки
Міхаель Енде народився в містечку Гарміш-Партенкірхен в родині художника і скульптора Едгара Карла Енде і фізіотерапевта Луїзи Енді. Пологи відбулись о 5:15 ранку за допомогою кесаревого розтину. Родина жила бідно, тому що картини Едгара практично не купували, бо вони відрізнялись від традиційних, і мистецтвознавці оцінювали їх як «напівсюрреалізм». У 1931 сім'я переїхала в Оберменцінг під Мюнхеном, де існував центр мистецтв, з яким Едгар пов'язував свою майбутню популярність як художника і позбавлення від бідності, що тільки посилилася через кризу у світовій економіці. Його сподівання не були марними: роботи майстра були не тільки виставлені, але й куплені як німецькими, так і зарубіжними цінителями. Крім того, Едгар отримав визнання колег. Цей успіх забезпечив родині безбідне існування протягом чотирьох років. У 1935 через культурну політику Третього Рейху фінансове становище Енде різко погіршилось, а роком пізніше Едгар потрапив під заборону як «художник дегенеративного виду мистецтва». Батьки часто сварилися, їхній син Міхаель вважав себе винуватим в ціх сварках, тому почувався самотнім. В хлопчика не було друзів, поки Міхаель не познайомився з сином сусідів Матіасом. Коли розпочалася Друга Світова війна, на фронт призвали батька, а в 1943 році й самого Міхаеля.

## Українські переклади
- Енде, М. Момо [Текст] / Міхаель Енде ; пер. з нім. Є. Горевої. — К. : Веселка, 1985. — 206 с.: іл.
- Енде, М. Джим Ґудзик і машиніст Лукас [Текст]: повість / Міхаель Енде ; пер. з нім. І. Андрущенко. — К. : Грані-Т, 2010. — 292 с.: іл.
- Енде, М. Нескінченна історія [Текст] / Міхаель Енде ; пер. Ю. Прохаська. — Львів : Видавництво Старого Лева, 2014. — 560 с.
- Енде, М. Диявольськигеніальноалкогольний пунш бажань [Текст] / Міхаель Енде ; пер. С. Орлова. — Харків : Видавництво Vivat, 2017. — 192 с.